# Calenberg (Kürten)
Calenberg ist ein Ortsteil in der Gemeinde Kürten im Rheinisch-Bergischen Kreis.

## Lage und Beschreibung
Calenberg liegt abseits der überörtlichen Straßen am Calenberger Weg zwischen den Ortsteilen Dürscheid und Jähhardt am südwestlichen Rand von Kürten in der Nähe vom Stadtgebiet von Bergisch Gladbach.
Das Wort Calenberg bedeutet kalter Berg. Der Ort liegt auf der Höhe eines steil ansteigenden Nordhangs, wo der Schnee im Winter lange liegen bleibt. Mundartlich spricht man von Kalemich.

## Geschichte
Aus der Charte des Herzogthums Berg 1789 von Carl Friedrich von Wiebeking geht hervor, dass Calenberg zu dieser Zeit Teil der Honschaft Engelsdorf im Kirchspiel Kürten war. Unter der französischen Verwaltung zwischen 1806 und 1813 wurde das Amt Steinbach aufgelöst und Calenberg wurde politisch der Mairie Kürten im Kanton Wipperfürth zugeordnet. 1816 wandelten die Preußen die Mairie zur Bürgermeisterei Kürten im Kreis Wipperfürth. In der Topographische Aufnahme der Rheinlande von 1824 ist der Ort als Kalemich eingezeichnet. Calenberg zählte 1845 sechs Wohngebäude und 26 Einwohner katholischen Glaubens.
In der Aufstellung des Königreichs Preußens für die Volkszählung 1885 wurde Calenberg, nunmehr Kalenberg geschrieben, aufgeführt als Wohnplatz der Landgemeinde Kürten. Zu dieser Zeit wurden vier Wohnhäuser mit 17 Einwohnern gezählt. Im Jahr 1905 zählt der Ort drei Wohnhäuser mit 14 Einwohnern und gehörte zum Kirchspiel Dürscheid. Ab der Preußischen Neuaufnahme von 1893 bis 1896 ist der Ort auf Messtischblättern regelmäßig als Calenberg verzeichnet.